# Věcov
Věcov település Csehországban, a Žďár nad Sázavou-i járásban. Věcov Velké Janovice, Strachujov, Jimramov, Nový Jimramov, Nové Město na Moravě, Lísek, Kuklík, Zubří (Žďár nad Sázavou-i járás) és Líšná településekkel határos. Lakosainak száma 703 fő (2024. január 1.).

## Népesség
A település lakosságának változását az alábbi diagram mutatja:
| Lakosok száma | 1725 | 1629 | 1475 | 934  | 694  | 679  | 703  | 713  | 695  | 703  |
|               | 1869 | 1890 | 1921 | 1950 | 1980 | 2001 | 2017 | 2019 | 2022 | 2024 |